# 恩佐·卡瓦佐尼
恩佐·卡瓦佐尼（義大利語：Enzo Cavazzoni，1932年3月2日—2012年8月15日），意大利前男子水球运动员。他曾代表意大利国家队参加1956年夏季奥林匹克运动会水球比赛，结果获得第四名。